# Tundla
Tundla es  una ciudad y municipio situado en el distrito de Firozabad en el estado de Uttar Pradesh (India). Su población es de 50423 habitantes (2011). Se encuentra a 210 km de Nueva Delhi.

## Demografía
Según el  censo de 2011 la población de Tundla era de 50423 habitantes, de los cuales 26510 eran hombres y 23913 eran mujeres. Tundla tiene una tasa media de alfabetización del 86,43%, superior a la media estatal del 67,68%: la alfabetización masculina es del 91,71%, y la alfabetización femenina del 80,61%.